# Бернгарди, Теодор фон
Теодор фон Бернгарди (нем. Theodor von Bernhardi; 6 ноября 1802, Берлин — 12 февраля 1885, Шёпсталь-Куннерсдорф) — германский историк и дипломат. Сын Августа Фердинанда Бернгарди.

## Биография
Детство провёл в Риме, Вене и Мюнхене; его мать развелась с мужем и вышла замуж фон Кнорринга, ставшего Бернгарди отчимом. Во время вторжения Наполеона семья бежала в Эстляндию, входившую в состав Российской империи, а затем в Петербург.
В 1820 году Бернгарди покинул Россию и поступил в Гейдельбергский университет, где до 1823 года изучал под руководством Фридриха Шлоссера исторические науки, а также политологию, математику и филологию. После этого много путешествовал по Германии, Франции и Италии: в частности, в 1824 году учился в Париже, затем отправился в Милан изучать испанский и итальянский языки и литературу и историю искусств. В Берлин вернулся в 1834 году; его мать умерла год назад, и он сильно нуждался в деньгах.
С помощью своего дяди Бернгарди в том же 1834 году сумел уехать на работу в Российскую империю, где получил должность в царской канцелярии, а затем в геральдическом ведомстве, написал ряд работ по политологии и геральдике, установил связи с русскими учёными и писал статьи для петербургских немецкоязычных журналов; хотел стать членом Академии наук, но не смог, как предполагается, из-за интриг против него. В 1846 году женился на Шарлотте Крузенштерн, дочери мореплавателя Ивана Фёдоровича Крузенштерна, в 1851 году уехал с женой из России в Германию, где приобрёл имение в Нижней Силезии и занялся написанием работ по русской общей и военной истории.
В 1865 году Бернгарди был назначен прусским военным агентом при итальянской армии с поручением склонить Ламармору к военным действиям, согласованным с интересами Пруссии, до 1868 года оставался во Флоренции, а в 1869—1871 годах с подобным же поручением был послан в Испанию и Португалию.
После 1871 года занимался научной исторической работой, 1 мая 1873 года был возведён в дворянство.
Умер вдовцом в своём имении после непродолжительной болезни.

## Работы
Наиболее известные работы:
- «Geschichte Russlands und der europ. Politik von 1814—31» (тома 1—3, Лейпциг, 1863—77);
- «Denkwürdigkeiten aus dem Leben des Grafen von Toll» (4 тома, Лейпциг, 1856—1858; 2-е издание — 1866);
- «Friedrich der Grosse als Feldher» (2 тома, Берлин, 1881)$
- «Vermischte Schriften» (2 тома, Берлин, 1879)$
- «Versuch einer Kritik der Gründe, die für grosses und kleines Gründeigenthum angeführt werden» (Санкт-Петербург, 1849).

Как историк принадлежал к так называемой «немецко-русской школе».